# Carola-Bibiane Schönlieb
Carola-Bibiane Schönlieb (née en 1979) est une mathématicienne et universitaire autrichienne qui travaille sur le traitement d'images et les équations aux dérivées partielles. Elle est fellow du Jesus College de Cambridge et professeure en analyse appliquée et informatique au Département de mathématiques appliquées et de physique théorique de l'université de Cambridge.

## Formation et carrière
Carola-Bibiane Schönlieb réalise une maîtrise en mathématiques à l'université de Salzbourg en 2004. Elle obtient son doctorat à Cambridge en 2009. Sa thèse, Modern PDE Techniques for Image Inpainting, a été dirigée par Peter Markowich (de). Après des études postdoctorales à l'université de Göttingen, elle revient à Cambridge en tant que chargée de cours en 2010.
Elle est fellow, c'est-à-dire chargée de recherche et d'enseignement, de Jesus College à Cambridge et professeure en analyse appliquée et informatique au Département de mathématiques appliquées et de physique théorique de l'université de Cambridge,.
Depuis 2016, elle est fellow de l'Institut Alan Turing (en). Elle est directrice du Cantab Capital Institute for the Mathematics of Information (CCIMI) et codirectrice du Center for Mathematical Imaging in Healthcare, tous deux basés à l'université de Cambridge,.

## Travaux de recherche
Ses recherches portent notamment sur le traitement d'images et les équations aux dérivées partielles, d'ordre supérieur à 2. Ses travaux sur les méthodes d'utilisation des solutions aux équations aux dérivées partielles pour combler les lacunes des images numériques trouvent des applications par exemple dans la reconstruction d'images digitalisées d'œuvres artistiques (telles que des fresques médiévales). Schönlieb s'est également intéressée à la conjecture de Cahn-Hilliard, nommée d'après John W. Cahn (1928–2016). 
Son ouvrage Partial Differential Equation Methods for Image Inpainting, étudie les méthodes d'utilisation des solutions aux équations aux dérivées partielles pour combler les lacunes des images numériques. 

## Honneurs et distinctions
En 2016, Carola-Bibiane Schönlieb remporte le prix Whitehead de la London Mathematical Society « pour ses contributions spectaculaires aux mathématiques de l'analyse d'images ». Elle remporte le prix Philip-Leverhulme en 2017 et elle est conférencière Mary Cartwright 2018 de la London Mathematical Society. 

## Publications
- Partial Differential Equation Methods for Image Inpainting. Cambridge Monographs on Applied and Computational Mathematics 29, Cambridge University Press 2015.
- avec B. Düring, M.-T. Wolfram (dir.): Gradient flows: from theory to application. ESAIM Proc. Surveys No. 54, EDP Sciences, 2016.